# Papegaaitje leef je nog?
Papegaaitje leef je nog? is een traditioneel kinderliedje, dat gebruikt kan worden als klapliedje of kaatsliedje. Ook kan aan het einde van het liedje een kind worden gekieteld door het met een vinger in de zij te prikken.
Het wordt soms met twee coupletten gezongen: Chants populaires flamands/De papegaai is ziek|De papageaai is ziek gevolgd door s:nl:Papegaaitje leef je nog? maar meestal komt het tweede couplet als zelfstandig liedje voor. Het tweede couplet heeft een ander ritme en een andere melodie dan het eerste couplet.

## Oudste vindplaatsen van het liedje
De oudste vindplaatsen van dit liedje gaat terug tot eind negentiende eeuw. Het oudste liedboekje met dit liedje in de Nederlandse Liederenbank van het Meertens Instituut is Chants Populaires flamands van A. Lootens en J.M.E. Feys (1879). Dit boek bevat slechts het couplet Chants populaires flamands/De papegaai is ziek|De papegaai is ziek met beginregel: 'Papegaai is ziek en hij moet sterven. / Maak een appelmoes al van conserve'.
Verschillende handschriftencollecties van rond 1900 bevatten versies van het liedje. Hieronder de Handschriftencollectie van G.J. Boekenoogen (verzameld tussen 1891-1930), deze geeft vier varianten van 'Papegaaitje leef je nog'. In de handschriftencollectie van het Bureau van het Nederlandse Volkseigen is het liedje gedateerd tussen 1910-1935. De incipit luidt daar: 'Papagaaitje leef je nog? / Ikabé' en er is sprake van slechts 1 coupletje. Als toelichting wordt 'kaatsen' gegeven.

### Ouderdom liedje
Dat de oudste vindplaatsen teruggaan tot eind negentiende eeuw, wil niet zeggen dat het liedje uit deze periode stamt. Sinds halverwege de negentiende eeuw werden er, onder invloed van de Romantiek, veel volksliedjes (waaronder traditionele kinderliedjes) verzameld en uitgegeven. Het liedje kan echter ouder zijn en in de mondelinge overlevering lange tijd zijn doorgegeven, voordat het voor het eerst werd opgetekend.

## Tekst
Volksliedjes (waaronder traditionele kinderliedjes) kennen, door hun mondelijke overlevering, vaak vele (regionale en/of tijdgebonden) varianten in zowel liedtekst als melodie. De huidige tekst van het liedje gaat gewoonlijk als volgt (het tweede coupletje komt ook als zelfstandig lied voor):
Papegaai is ziek
En hij moet sterven
Geef hem appelmoes
Al van conserven
Voor onze gaai, voor onze gaai
Voor onze allerliefste, zoete papegaai.
Papegaaitje leef je nog
Ieja deeja
Ja, meneer ik ben er nog
Ieja deeja
'k Heb m'n eten opgegeten
En m'n drinken laten staan
Ieja deeja
Poef!

## Kaatsen, klapspelletje of spelletje bij dit liedje
Dit liedje werd wel gebruikt bij het kaatseballen. Hierbij wordt met een of twee (tennis)ballen tegen de muur gegooid.
Ook is er een klapspelletje dat bij het tweede coupletje hoort. Twee kinderen zitten tegenover elkaar.
Regel 1 en 3 (en ook regel 5-6): de kinderen klappen afgewisseld eenmaal in hun eigen handen en eenmaal diagonaal tegen de handen van de ander op de maat van de muziek. Regel 2 en 4 (en ook regel 7): het kind tikt zijn eigen schouders en vervolgens de eigen heupen aan (dit herhalen) op de maat van de muziek. Slotwoord: op 'poef' proberen de kinderen elkaar in hun zij te prikken of te kietelen.
Bij een jonger kind kan de volwassene ook een spelletje bij dit liedje doen, door het kind op 'poef' in de zij of de buik te kietelen. Na een aantal malen zingen weet het kind het moment dat de 'poef' eraan komt, wat doorgaans een hoop hilariteit geeft.